# Cédric Mongongu
Cédric Mongongu (Kinshasa, 22 de junho de 1989) é um futebolista franco-congolês que atua como zagueiro. 

## Carreira
Mongongu representou o elenco da Seleção da República Democrática do Congo de Futebol no Campeonato Africano das Nações de 2015.

## Títulos
RDC
- Campeonato Africano das Nações: 2015 - 3º Lugar.